# Börge Rosencrantz
Börge Axel Johan Christian Rosencrantz, född 26 februari 1831 i Benestads församling, Kristianstads län, död 31 mars 1916 i Lund, var en svensk militär, hovfunktionär och godsägare.

## Biografi
Börge Rosencrantz föddes 1831 på Örups slott i Benestads socken. Han var son till Holger Otto Rosencrantz och Ulrika Sofia Elisabet Schönström. Rosencrantz blev 18 februari 1850 fanjunkare vid Skånska dragonregementet och avlade 20 december 1850 studentexamen. Han avlade 22 december 1852 linjeofficersexamen och 1 maj 1853 kavalleriofficersexamen. Rosencrantz blev 11 augusti 1853 underlöjtnant vid drgaonregementet och 14 oktober 1859 löjtnant. Han tilldelades 21 juli 1868 riddare av Dannebrogorden och blev 13 november 1868 ryttmästare. Rosencrantz tilldelades 1 december 1876 riddare av Svärdsorden och tog 25 maj 1883 avsked med tillstånd att kvarstå i regementets reserv. Han blev 21 januari 1889 kammarherre. Rosencrantz avled 1916 i Lund.

### Egendom
Han ägde Gyllebo och Fredriksborg i Vemmerlövs socken.

### Familj
Rosencrantz gifte sig 28 juli 1866 i Venge kyrka på Jylland med baronessan Charlotte Emerence Fredrikke Sofia Rosenkrantz (1844–1913), dotter till excellensen, stiftsamtmannen baron Gottlob Emil Georg Fredrik Rosenkrantz och baronessan Louise Rosenkrantz. De fick tillsammans barnen Ingeborg Lovisa Ulrika Rosencrantz (1867–1930) som var gift med kyrkoherden Bengt Olsson Oléen i S:t Peters klosters församling, Gottlob Holger Gunde Rosencrantz (1868–1899), Elsa Hedvig Margareta Rosencrantz (1870–1903), Marta Maria Magdalena Rosencrantz (född 1873) som var gift med majoren Sten Edvard Gleerup, kaptenen Nils Börge Ulfstand Rosencrantz (född 1879), Fritz Verner Gottlob Rosencrantz (född 1885), Viveka Charlotta Benedikta Rosencrantz (född 1886) som var gift med ingenjören Axel Fredrik William Calvert och militären Carl Iver Christian Rosencrantz (född 1890).